# National Association of Black Journalists

Logo

Die National Association of Black Journalists (NABJ) ist mit 3300 Mitgliedern die größte Organisation von afroamerikanischen Journalisten in den Vereinigten Staaten. Sie wurde am 12. Dezember 1975 in Washington, D.C., unter anderem von Bob Hayes, gegründet. Ihren Hauptsitz hat die NABJ heute an der University of Maryland, College Park. Sie ist der größte der vier Verbände der „Unity Journalists of Color, Inc.“, einer Allianz der „Asian American Journalists Association“, der „National Association of Hispanic Journalists“, der „Native American Journalists Association“ und der NABJ.
Die Vorsitzende der Organisation ist Barbara Ciara, die geschäftsführende Direktorin ist seit 2006 Karen Wynn Freeman.
Die Mitglieder werden vom Vorstand einmal im Jahr zu einem Treffen eingeladen. Neben der Vorlage und Anhörung des Jahresberichtes des Präsidenten, des Schatzmeisters sowie der verschiedenen regionalen Direktoren, wird die Umsetzung der Ziele der Organisation verifiziert.

## Ziele
- Sensibilisierung der Medien für die Gleichberechtigung von afroamerikanischen Journalisten am Arbeitsplatz.
- Ausbau der Beschäftigungsmöglichkeiten für junge, afroamerikanische Journalisten und der beruflichen Weiterbildungsmöglichkeiten.
- Erhöhung der Anzahl afroamerikanischer Journalisten in Führungspositionen und die Förderung des Unternehmertums.
- Bildung einer Fachkommission um herausragende Leistungen von afroamerikanischen Journalisten und die ausgewogene Berichterstattung über die afroamerikanische Gesellschaft zu würdigen.
- Zusammenarbeit mit Gymnasien und Hochschulen um afroamerikanische Schüler und Studenten journalistisch zu fördern.
- Schaffung von journalistischen Informations- und Ausbildungsdienstleistungen für die breite Öffentlichkeit.[3]

## Stipendium
Die Vereinigung vergibt pro Jahr Stipendien in Höhe von 60.000 US-Dollar an College-Studenten im Bereich Journalismus. Die Summe wird in der Regel auf 14–16 Studenten in Form von bezahlten Praktika oder einer Semesterunterstützung verteilt. Pro Student beträgt die maximale Fördersumme 25.000 US-Dollar.

## Hall of Fame
Die „NABJ Hall of Fame“ wurde am 4. April 1990 ins Leben gerufen und ehrte zunächst sieben afroamerikanische Persönlichkeiten. Seit 2004 wird die Auszeichnung jährlich vergeben.
Die ersten Mitglieder der „Hall of fame“ waren:
- Carl Rowan (1925–2000), Journalist und Autor.
- „Dorothy Butler Gilliam“, die erste schwarze Reporterin der Washington Post.[6]
- Gordon Parks, Filmregisseur, Fotograf, Schauspieler, Schriftsteller und Komponist.
- „Mal Johnson“, Fernsehreporter in Philadelphia.[7]
- Malvin Russell Goode (1908–1995), der erste afroamerikanische TV-Journalist und Nachrichten-Korrespondent der ABC News.
- „Norma Quarles“, NBC News und CNN Korrespondentin.
- „Ted Poston“, Journalist der New York Post von den 1930er bis zu den 1960er Jahren.